# Boureima Badini
Boureima Badini (* 25. Mai 1956 in Ouahigouya, Obervolta, heute Burkina Faso) ist ein Jurist, Politiker und Sportfunktionär aus dem westafrikanischen Staat Burkina Faso.
Badini war von 1999 bis 2007 Justizminister und wurde danach als Botschafter des Landes und Repräsentant des Präsidenten Blaise Compaoré in die Elfenbeinküste entsandt.
Von 1996 bis 1997 war er Präsident des nationalen Fußballverbandes Fédération Burkinabè de Football.